# Jul i Gammelby
Jul i Gammelby er en dansk julekalender-serie, sendt på DR første gang i 1979. Serien adskilte sig fra DR's tidligere julekalendere, eller ulandskalendere, ved at bruge rigtige skuespillere i stedet for dukker. Kalenderen er i to dele, nemlig først et besøg i Den Gamle By i Aarhus, et museum for byernes kultur og historie, sammen med den danske tv-vært og programtilrettelægger Poul Thomsen og hans hund af racen gammel dansk hønsehund Balder, hvor Poul Thomsen fortæller om de mange gamle håndværk og andre ting på museet. Indledningen er et kæmpemaleri med julekalenderens motiv, som er ved at blive malet. Poul Thomsen åbner så dagens låge, og her er der en ting fra dagens emne. Del to er kalenderens fortsatte fortælling:  
Serien handler om en købmand i Gammelby, der er ved at gå til af bekymring over, at hans fragtskib, det gode skib Haabet endnu ikke er kommet i havn, og han proklamerer, at sker det ikke, bliver der ingen julefest i år. Det vil julenisserne, der bor på loftet i købmandsgården, ikke finde sig i, og i ledtog med købmandens børn, Mads og Mette, finder de på forskellige drillerier, der skal overbevise købmanden, der også er byens borgmester, om, at han gør bedst i ikke at aflyse julen.
Hallo det er jul fra 1995 er en uafhængig fortsættelse til Jul i Gammelby.

## Rolleliste
- Borgmesteren:   Lars Lohmann
- Severinsen:     Poul Glargaard
- Nissemor:       Karen Lykkehus
- Nissefar:       Ove Sprogøe
- Fortæller:      Poul Thomsen
- Louise:         Lene Maimu
- Mads:           Mads Ole Erhardsen
- Mette:          Mette-Line Erhardsen
- Bissekræmmeren: Henry Jessen
- Smeden:         Gustaf Bentsen
- Karoline:       Birthe Mariat
- Gadedrengen:    Ole Jakobsen
- Bageren:        Albert Wichmann

- Instruktion:    Hans Christian Ægidius